# Arianta
Arianta är ett släkte av snäckor som beskrevs av Turton 1831. Arianta ingår i familjen storsnäckor.
Släktet innehåller bara arten Arianta arbustorum.

## Bildgalleri

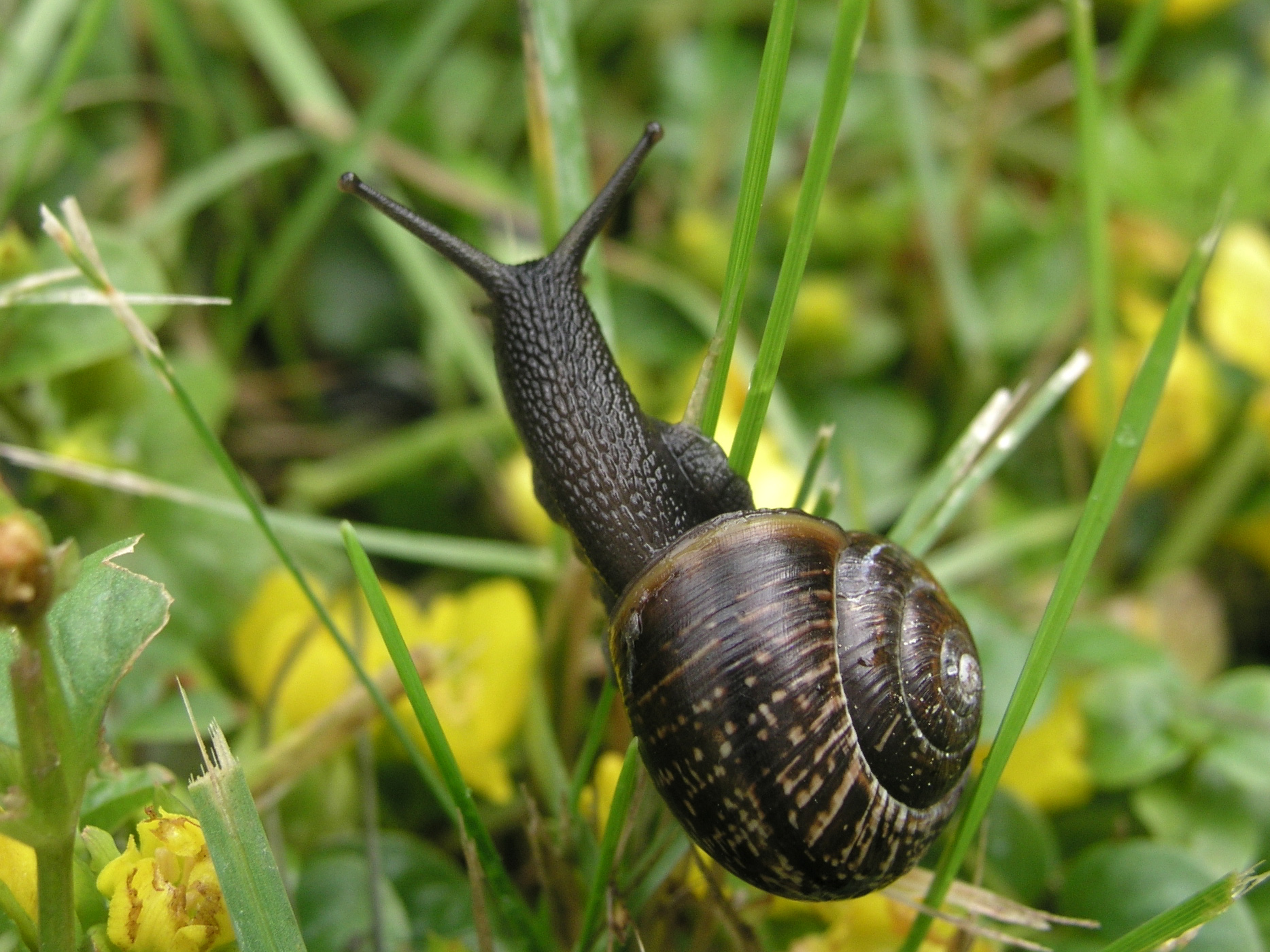